# Daylight (película)
Daylight (Pánico en el túnel en España e Hispanoamérica, La luz del día en México y Venezuela, e Infierno en el túnel en Argentina) es una película de acción estrenada el 6 de diciembre de 1996 en Estados Unidos y el 10 de diciembre del mismo año en España. Protagonizada por Sylvester Stallone y Amy Brenneman y dirigida por Rob Cohen.
Unos camiones trasportan residuos tóxicos desde el norte de Nueva York hasta Nueva Jersey y deben pasar por el túnel Holland debajo del río Hudson. De repente tres ladrones entran en el túnel a toda velocidad y se estrellan contra el convoy de camiones haciendo que exploten, destruyendo todo el túnel y derrumbando la salida y la entrada, dejando un montón de heridos y muertos. En el túnel queda atrapado un grupo de personas, entre ellos un matrimonio y su hija, presos y un multimillonario. Las autoridades al ver el poco tiempo que queda y el poco aire deciden enviar al exjefe del SME Kit Latura (Sylvester Stallone) para sacarlos de allí evitando explosiones, inundaciones, ratas y derrumbes.

## Argumento
En el norte del estado de Nueva York, una empresa de gestión de desechos carga barriles de residuos tóxicos en camiones, con la intención de eliminarlos ilegalmente en un sitio de Nueva Jersey. Se les muestra dirigiéndose hacia el Túnel Holland junto con varios otros viajeros, incluida la dramaturgo Maddy Thompson (Amy Brenneman), un autobús con delincuentes juveniles, una familia de vacaciones, una pareja de ancianos con un perro, y el minorista de artículos deportivos Roy Nord (Viggo Mortensen). Mientras tanto, una banda de ladrones le quita gemas a un comprador después de atracarlo y toma su automóvil para escapar de la policía de Nueva York conduciendo hacia el túnel. La pandilla se abre paso a través del tráfico del tubo norte, donde el conductor pierde el control, chocando  con uno de los camiones de residuos, haciendo que exploten y resultando en una detonación en cadena de los camiones restantes. Las entradas del túnel se derrumban, y una bola de fuego devastadora barre el mismo, incinerando a la mayoría de los automovilistas dentro de él.
A punto de entrar al extremo del túnel del lado de Manhattan, el exjefe de servicios médicos de emergencia de la ciudad de Nueva York, Kit Latura (Sylvester Stallone), que ahora trabaja como taxista, es testigo de la bola de fuego que estalla en la entrada. Mientras corre para ayudar a quien sea que pueda, se topa con un viejo colega de EMS, quien le dice que el túnel está severamente dañado y que podría caerse si se hacen movimientos incorrectos. Luego, Kit verifica con los administradores del túnel y descubre que la mayoría de las salidas antiguas se han cerrado o se consideran inseguras. Kit se abre paso en el túnel a través del sistema de ventilación, arriesgando su vida ya que los ventiladores masivos solo se pueden ralentizar por un corto tiempo.
Un grupo de sobrevivientes atrapados dentro de la banda alrededor de Nord, quien cree que puede encontrar una salida a través del paso a mitad del río, un corredor de servicio que corre entre los tubos norte y sur. Kit llega y encuentra a Nord, advirtiéndole que el pasaje podría caer en cualquier momento, pero Nord descarta la posibilidad. Kit apenas escapa cuando el río medio se derrumba, matando a Nord y causando otra explosión que mata a un delincuente juvenil.
El agua comienza a filtrarse desde el río de arriba, y Kit usa un explosivo para detener la fuga. El oficial de policía George Tyrell (Stan Shaw) regresa de investigar el extremo de Manhattan y es aplastado debajo de un camión. El grupo logra liberarlo antes de que llegue a ahogarse, pero queda con el cuello roto. El nivel del agua continúa subiendo y los sobrevivientes enojados se enfrentan a Kit. Afirma que puede ralentizarlo pero no detenerlo, ya que el esfuerzo de limpieza en el lado de Manhattan del túnel está causando que el agua entre en su lado. Kit recuerda que hay habitaciones para dormir al lado de los túneles (sobrantes de la construcción del túnel) y le pregunta a George cómo acceder a ellos. Kit encuentra uno nadando debajo de una cabina de seguridad, y lleva al grupo a esta área, pero George tiene que quedarse atrás. Le da a Kit un brazalete destinado a su novia Grace (Vanessa Bell Calloway), y le dice que "los lleve a la luz del día".
Eleanor (Claire Bloom), una de las sobrevivientes mayores, está angustiada porque el perro de su difunto Cooper está desaparecido. Ella se niega a continuar, luego de repente, pero en silencio, fallece, presumiblemente por hipotermia. El grupo se muda a otra habitación cuando se inunda la primera, convenciendo al esposo de Eleanor, Roger (Colin Fox) para que vaya con ellos. Cuando alcanzan la parte superior de una vieja escalera de madera, Kit nota que Cooper nada en el agua y se sumerge para rescatarlo, uno de los sobrevivientes intenta sacarlo, pero una viga cae y destruye la mitad inferior, enviando a Kit al agua. Maddy intenta ayudar a Kit a levantarse, pero ella también se cae, ya que una mayor parte de la escalera es derribada. El grupo principal escapa a través de una boca de acceso a la luz del día mientras el corredor se derrumba detrás de ellos, pero no antes de que uno de los sobrevivientes tome una linterna de su hija y la arroje a Kit, dejando atrás a ambos.
Kit y Maddy nadan buscando una posible salida, con el túnel de la autopista principal ahora casi completamente sumergido. Kit se da cuenta de que tendrá que usar sus explosivos para causar un estallido y abrir el techo del túnel. Una masa de barro aplasta a Kit y Maddy intenta sacarlo. La explosión fuerza a Maddy hacia la superficie, pero Kit queda atrapado en el barro. Maddy encuentra un Kit apenas consciente y lo mantiene a flote, mientras un barco los descubre en alta mar. Tumbado en una camilla, Kit ve a Grace en la multitud y le da el brazalete de George. Maddy insiste en viajar con él en la ambulancia, a lo que Kit responde "con una condición; tenemos que tomar el puente".

## Reparto
- Sylvester Stallone (Kit Latura)
- Amy Brenneman (Madelyne Thompson)
- Viggo Mortensen (Roy Nord)
- Stan Shaw (George Tyrell)
- Barry Newman (Norman Bassett)
- Vanessa Bell Calloway (Grace Calloway)
- Dan Hedaya (Frank Kraft)
- Jay O. Sanders (Steven Crighton)
- Karen Young (Sarah Crighton)
- Danielle Harris (Ashley Crighton)
- Claire Bloom (Eleanor Trilling)
- Colling Fox (Roger Trilling)
- Trina McGee (LaTonya)
- Sage Stallone (Vincent)
- Renoly Santiago (Mikey)
- Marcello Thedford (Kadeem)
- Jo Anderson (Bloom)
- Mark Rolston (Dennis Wilson)
- Rosemary Forsyth (Mrs. London)

## Recepción crítica y comercial
Según la página de Internet Rotten Tomatoes la película recibió un 19% de comentarios positivos. Destacar el comentario del crítico cinematográfico Michael Dequina: 

"Sabes que algo va mal cuando ves que Stallone brinda una de sus mejores interpretaciones en la película."
Michael Dequina.

Recaudó 33 millones de dólares en Estados Unidos. Pese a la tibia respuesta comercial en su país de origen la cinta sumó más de 125 millones en el mercado internacional, elevando la cifra final a 159 millones. El presupuesto invertido en la producción fue de aproximadamente 80 millones.

## Estrenos mundiales
| País                                                                          | Fecha de estreno                  |
| ----------------------------------------------------------------------------- | --------------------------------- |
| Alemania                                                                      | Jueves 6 de febrero de 1997       |
| Argentina                                                                     | Miércoles 25 de diciembre de 1996 |
| Australia                                                                     | Jueves 26 de diciembre de 1996    |
| Austria                                                                       | Viernes 7 de febrero de 1997      |
| Bélgica                                                                       | Miércoles 18 de diciembre de 1996 |
| Belice · Costa Rica · El Salvador · Guatemala · Honduras · Nicaragua · Panamá | Viernes 24 de enero de 1997       |
| Brasil                                                                        | Miércoles 25 de diciembre de 1996 |
| Bulgaria                                                                      | Viernes 14 de febrero de 1997     |
| Chile                                                                         | Miércoles 25 de diciembre de 1996 |
| Colombia                                                                      | Viernes 20 de diciembre de 1996   |
| Corea del Sur                                                                 | Sábado 21 de diciembre de 1997    |
| Croacia                                                                       | Jueves 30 de enero de 1997        |
| Dinamarca                                                                     | Viernes 24 de enero de 1997       |
| Ecuador                                                                       | Miércoles 1 de enero de 1997      |
| Egipto                                                                        | Lunes 31 de marzo de 1997         |
| Eslovenia                                                                     | Jueves 6 de febrero de 1997       |
| España                                                                        | Viernes 13 de diciembre de 1996   |
| Estados Unidos · Canadá                                                       | Viernes 6 de diciembre de 1996    |
| Filipinas                                                                     | Miércoles 12 de febrero de 1997   |
| Finlandia                                                                     | Viernes 13 de diciembre de 1996   |
| Francia                                                                       | Miércoles 18 de diciembre de 1996 |

| País                         | Fecha de estreno                  |
| ---------------------------- | --------------------------------- |
| Grecia                       | Viernes 31 de enero de 1997       |
| Hong Kong                    | Jueves 19 de diciembre de 1996    |
| Hungría                      | Jueves 19 de diciembre de 1996    |
| India                        | Viernes 2 de mayo de 1997         |
| Indonesia                    | Miércoles 18 de diciembre de 1996 |
| Islandia                     | Viernes 24 de enero de 1997       |
| Israel                       | Viernes 20 de diciembre de 1996   |
| Italia                       | Viernes 20 de diciembre de 1996   |
| Japón                        | Sábado 21 de diciembre de 1996    |
| Líbano                       | Viernes 27 de diciembre de 1996   |
| Malasia                      | Jueves 19 de diciembre de 1996    |
| México                       | Viernes 13 de diciembre de 1996   |
| Noruega                      | Viernes 24 de enero de 1997       |
| Nueva Zelanda                | Jueves 9 de enero de 1997         |
| Países Bajos                 | Jueves 19 de diciembre de 1996    |
| Perú                         | Miércoles 25 de diciembre de 1996 |
| Polonia                      | Viernes 17 de enero de 1997       |
| Portugal                     | Viernes 13 de diciembre de 1996   |
| Reino Unido Irlanda          | Jueves 26 de diciembre de 1996    |
| República Checa · Eslovaquia | Jueves 20 de febrero de 1997      |
| República Dominicana         | Miércoles 25 de diciembre de 1996 |
| Rumania                      | Viernes 28 de febrero de 1997     |
| Singapur                     | Jueves 19 de diciembre de 1996    |
| Sudáfrica                    | Viernes 3 de enero de 1997        |
| Suecia                       | Viernes 10 de enero de 1997       |
| Suiza                        | Viernes 20 de diciembre de 1996   |
| Tailandia                    | Viernes 20 de diciembre de 1996   |
| Taiwán                       | Sábado 21 de diciembre de 1996    |
| Turquía                      | Viernes 24 de enero de 1997       |
| Uruguay                      | Viernes 7 de febrero de 1997      |
| Venezuela                    | Miércoles 18 de diciembre de 1996 |

## Premios
Óscar
| Año  | Categoría                          | Persona                               | Resultado  |
| ---- | ---------------------------------- | ------------------------------------- | ---------- |
| 1997 | Óscar a la mejor edición de sonido | Richard L. Anderson David A. Whitaker | Candidatos |

Premios Golden Raspberry
| Año  | Categoría             | Persona                                            | Resultado  |
| ---- | --------------------- | -------------------------------------------------- | ---------- |
| 1997 | Peor actor            | Sylvester Stallone                                 | Candidato  |
| 1997 | Peor canción original | Bruce Roberts Sam Roman por Whenever There is Love | Candidatos |

## Localizaciones
Daylight se rodó entre el 25 de septiembre de 1995 y el 28 de febrero de 1996 en diversas localizaciones de Estados Unidos e Italia. Destacando las ciudades de Nueva York y Roma, los estados de Nueva Jersey y Connecticut y los Cinecittà Studios de Roma, Italia.

## DVD
Daylight salió a la venta el 16 de abril de 2003 en España, en formato DVD. El disco contiene menús interactivos, acceso directo a escenas, subtítulos y audio en múltiples idiomas, biografías, notas de la producción y el tráiler cinematográfico. En Estados Unidos salió a la venta el 27 de mayo de 1998, en formato DVD. El disco contiene menús interactivos, acceso directo a escenas y subtítulos y audio en múltiples idiomas.